# Síria nos Jogos Olímpicos de Verão de 1984
A Síria competiu nos Jogos Olímpicos de Verão de 1984, em Los Angeles, Estados Unidos.
Joseph Atiyeh ganhou a primeira medalha olímpica do país.

## Medalhistas
| Medalha          | Nome          | Esporte | Evento                               |
| ---------------- | ------------- | ------- | ------------------------------------ |
| Medalha de prata | Joseph Atiyeh | Lutas   | Livre Peso Pesado Masculino (100 kg) |